# إيسكس الشمالية (دائرة انتخابية في المملكة المتحدة)
إيسكس الشمالية (بالإنجليزية: North Essex)‏ هي إحدى الدوائر الانتخابية في المملكة المتحدة الممثلة في مجلس العموم في برلمان المملكة المتحدة.
عضو البرلمان الذي يمثلها حالياً هو :Mr Bernard Jenkin (Con).